# Aerfer Sagittario II
Pour les articles homonymes, voir Sagittario.
L'Aerfer Sagittario II est un chasseur à réaction expérimental italien dérivé de l'Ambrosini Sagittario.

## Généralités
Évolution de l'Ambrosini Sagittario, il en conservait l'allure générale : voilure et empennage en forte flèche, réacteur situé à l'avant du fuselage avec tuyère débouchant sous le fuselage. Mais le train d'atterrissage était tricycle et le fuselage arrière entièrement redessiné et surtout cet appareil était entièrement métallique. C'est une des raisons pour lesquelles le prototype, dessiné par Sergio Stefanutti, ne fut pas construit chez SAI Ambrosini, qui n'avait pas l'expérience de la construction métallique, mais chez Aerfer.
Le Sagittario II effectua son premier vol le 19 mai 1956 avec un réacteur Rolls-Royce Derwent, quatre fois plus puissant que le Turbomeca du Sagittario. Ce fut le premier avion italien à franchir le mur du son, atteignant Mach 1,1 en piqué le 4 décembre 1956.
Conçu comme chasseur-bombardier, il devait recevoir deux canons Hispano-Suiza de 30 mm (200 obus chacun) et 2 points sous voilure pouvant recevoir chacun soit une bombe de 230 kg, soit un bidon de napalm de 300 kg, soit deux canons et conteneurs ou deux lance roquettes. Il servit finalement de prototype à l'Aerfer Ariete.

### Développement lié
- Ambrosini S.7
- Ambrosini Sagittario
- Aerfer Ariete
- Aerfer Leone

### Aéronefs comparables
- Yak-23